# Assimiou Touré
Assimiou Touré (Sokodé, 1988. január 11.  – ) togói válogatott labdarúgó. 

## Pályafutása

### Klubcsapatokban
Sokodéban született, Togóban. 2000-ben, 12 évesen Németországba költözött és a Bayer Leverkusen utánpótlásában nevelkedett. Az Bundesligában a 2006–07-es szezonban mutatkozott be, egészen pontosan 2006. október 22-én a Hamburg elleni bajnoki mérkőzésen. Ez volt az egyetlen szezon, amit az első osztályú klubnál töltött, bár mindössze két mérkőzésen kapott lehetőséget és a tartalékok között szerepelt, ahol 30 mérkőzésen lépett pályára. 2007 augusztusában az Osnabrück vette kölcsön, melynek színeiben 5 mérkőzést játszott és a St. Pauli elleni találkozón megsérült. A 2010–11-es szezonban az Arminia Bielefeld játékosa volt. A 2012–13-as idényben az SV Babelsbergben játszott. 2013-ól 2015-ig a KFC Uerdingen csapatát erősítette. Később játszott még a Bonner SC (2015), az SpVgg Burgbrohl (2015–16) és az FC Leverkusen (2019–22) együttesében.

### A válogatottban
2006-ban 2 mérkőzésen pályára lépett a német U18-as válogatottban. 2006 és 2011 között 19 alkalommal szerepelt a togói válogatottban. Részt vett a 2006-os világbajnokságon, ahol Dél-Korea ellen csereként, míg Svájc ellen kezdőként lépett pályára. A Franciaország elleni csoportmérkőzésen nem kapott lehetőséget.
Tagja volt a 2010-es afrikai nemzetek kupájára nevezett keretnek is, de a válogatottat ért fegyveres támadás miatt nem vettek részt a tornán.